# 12240 Droste-Hulshoff
A 12240 Droste-Hulshoff (ideiglenes jelöléssel 1988 PG2) a Naprendszer kisbolygóövében található aszteroida. Freimut Börngen fedezte fel 1988. augusztus 13-án.
Nevét Annette von Droste-Hülshoff (1797 – 1848) német írónő után kapta.